# Kostel Narození Panny Marie (Pržno)
Kostel Narození Panny Marie je farní římskokatolický kostel v Pržně.

## Historie
Kostel byl postaven v roce 1889 na místě zbořeného kostela z roku 1525. Ten se měl původně od roku 1880 přestavovat, k zahájení přestavby došlo však až v roce 1896 na popud okresního hejtmana, kdy byl položen základ nové zděné věže. První bohoslužby se zde konaly 29. listopadu 1889. Za druhé světové války zde došlo ke generální opravě interiéru.

## Interiér
Hlavní oltář pochází z roku 1895 a je postaven podle návrhu Františka Rosmaëla. Autorem fresek uvnitř kostela je ostravský akademický malíř Ferdinand Adámek.

## Galerie

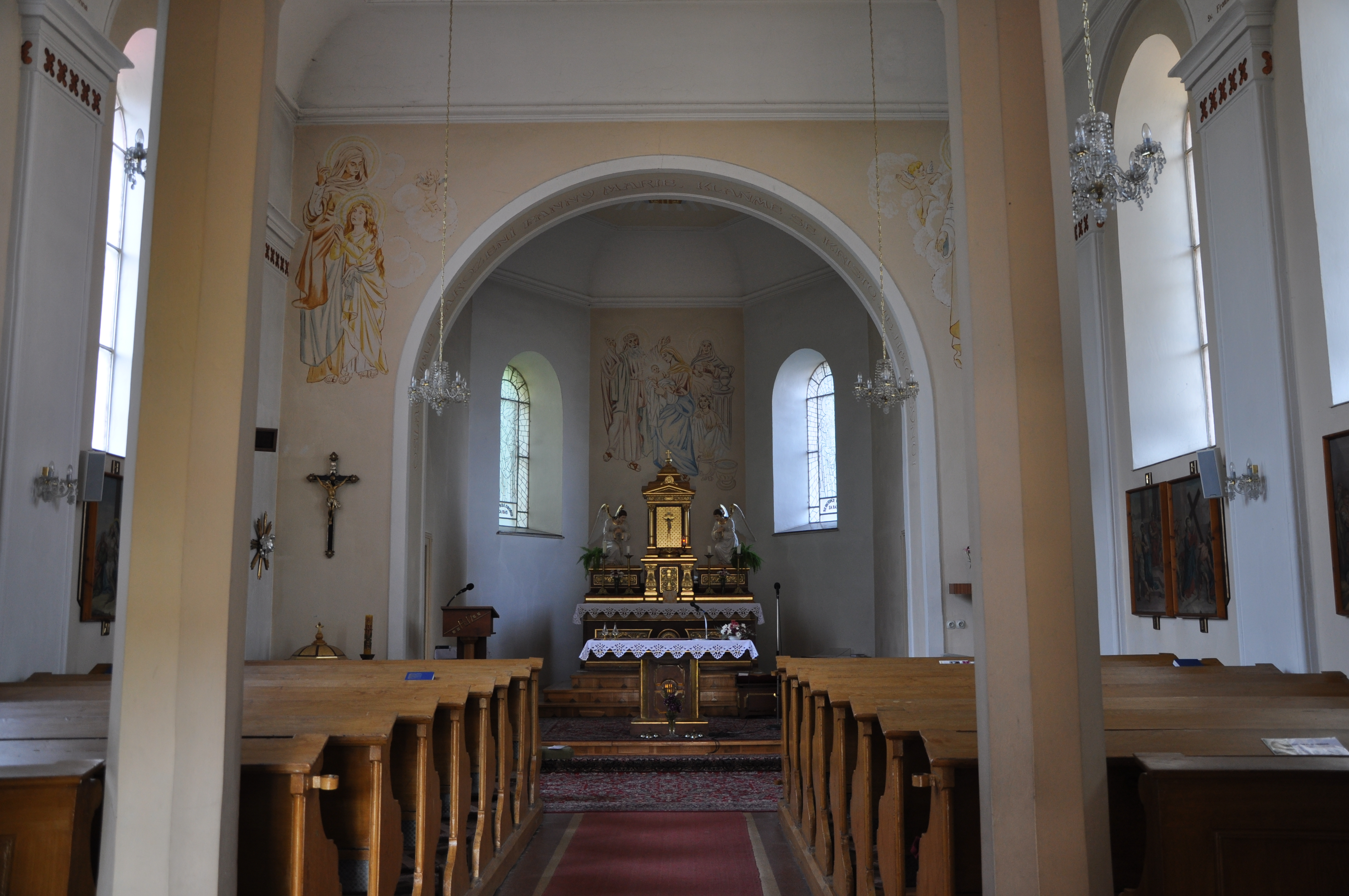
Interiér kostela